# Byzantium (film)
Byzantium è un film del 2012 diretto da Neil Jordan e con protagoniste Saoirse Ronan e Gemma Arterton. Il film è basato sulla pièce teatrale di Moira Buffini A Vampire Story, autrice anche della sceneggiatura.

## Trama
Nel 2010, un uomo anziano di nome Robert Fowlds trova alcune pagine scritte da Eleanor, una vampira adolescente che ha raccontato la sua intera vita su alcune pagine per poi disperderle nel vento. Una volta scoperto che la ragazzina è solita nutrirsi solo del sangue delle persone che stanno per morire, l'uomo invita Eleanor a casa sua, le rivela di aver letto tutta la sua storia e lascia che lei lo uccida perché sente di essere pronto per morire. Nel frattempo Clara, la madre di Eleanor, si sta esibendo come ballerina in un nightclub e, dopo aver finito il suo turno viene attaccata da un altro vampiro, Werner, membro della congregazione di vampiri Brethren. Quando questi le chiede in maniera allusiva dove sia sua figlia e prova a violentarla, la donna lo decapita e dà fuoco al suo corpo per poi scappare via proprio insieme alla ragazza.
Eleanor e Clara cercano un santuario abbandonato nella città di Hastings in cui stabilirsi. Qui Clara entra in contatto con un uomo solitario di nome Noel, ex imprenditore, caduto in disgrazia a causa della depressione, e proprietario di un albergo abbandonato chiamato Byzantium Hotel. Nel frattempo Eleanor inizia a suonare il pianoforte in un locale e attira le attenzioni di Frank, ragazzo che si invaghisce immediatamente di lei. Successivamente Clara trasforma il motel in un bordello ed Eleanor inizia a frequentare un college locale, lo stesso di Frank. I due iniziano a legare ed Eleanor gli racconta eventi del suo passato scrivendoli su carta; il ragazzo non le crede del tutto e mostra così gli appunti a un insegnante, Kevin.
A questo punto scopriamo, tramite flashback, la storia delle due vampire: si ritorna ai tempi delle guerre napoleoniche, quando una giovane Clara incontra gli ufficiali di Napoleone, Ruthven e Darvell. I due le regalano una collana di perle e la convincono dunque ad andare con loro in un bordello; qui abusano di lei e la costringono, a partire da quel momento, a diventare una prostituta. Nel corso degli anni, Ruthven continua ad andare da lei ed abusarne. Quando nel 1804 dà alla luce sua figlia Eleanor, Clare la lascia in un orfanotrofio per poi andarla a trovare segretamente ogni notte. Anni dopo, Clara sta per morire di tubercolosi quando Darvell, che nel frattempo è diventato un vampiro, le mostra una mappa in cui è indicata un'isola dove è possibile trasformarsi in vampiri. La donna spara a Ruthven in una gamba, ruba la mappa e raggiunge l'isola: qui Darvell riesce comunque a raggiungerla e la presenta ad una congrega di vampiri, Brethren, i quali celano al mondo il segreto del vampirismo.
Poiché la congrega è composta esclusivamente da uomini nobili, i vari membri non riescono ad accettare di includere fra loro una donna di "bassa lega", ma si ritrovano costretti a farlo, dunque le intimano di sottomettersi alle loro regole senza poter tuttavia svolgere un ruolo attivo nella loro società. Poco dopo, la vampira si reca di nuovo all'orfanotrofio a trovare sua figlia: qui scopre che Ruthven sta cercando di stuprarla e così interviene, uccidendo brutalmente l'uomo, ma è troppo tardi: questi le ha già trasmesso la sifilide. Eleanor porta sua figlia con sé all'isola e, contravvenendo alle regole che le impedivano di partecipare attivamente alla società dei vampiri, inizia anche la ragazza al vampirismo. Entrambe le donne diventano ricercate dai Brethren, che vogliono ucciderle.
Nel frattempo, nel presente Eleanor si innamora di Frank e scopre che il ragazzo ha combattuto strenuamente contro la leucemia, e decide dunque di aiutarlo a diventare anche lui un vampiro, così da poter avere una vita insieme. Le cose tuttavia precipitano: Clara ha scoperto che cosa è stato rivelato da sua figlia e ha ucciso Kevin per poi impedire fisicamente a sua figlia di lasciare Byzantium. Subito dopo Noel muore cadendo nel vano di un ascensore. Nel frattempo Darvell e il leader dei Brethren, Savelia, riescono a scoprire dove vivono Clara ed Eleanor e rapiscono quest'ultima. Clara in quello stesso momento trova Frank e si prepara a ucciderlo, tuttavia desiste nel momento in cui si rende conto che sua figlia sta correndo un pericolo mortale. Clara intercetta i Brethren in un luogo abbandonato, riuscendo a salvare sua figlia. Savelia combatte con Clara e riesce a costringerla a terra, quindi dà la sua spada (presa a Bisanzio durante le crociate) a Darvell affinché uccida la vampira: questi tuttavia uccide Savelia, rivelando di essere stato sempre innamorato di Clara. A questo punto, la vampira decide di dare finalmente a sua figlia la possibilità di vivere la sua vita: Clara dà dunque ad Eleanor dei soldi guadagnati al bordello e la lascia andare per la sua strada, mentre lei è ora intenzionata a vivere l'eternità con Darvell. Eleanor porta quindi Frank all'isola, decisa a trasformarlo in vampiro e a vivere con lui per l'eternità.

## Distribuzione
Il film è stato presentato in anteprima il 9 settembre 2012 alla trentasettesima edizione del Toronto International Film Festival, ed è stato distribuito nelle sale britanniche a partire dal 31 maggio 2013 e in quelle statunitensi in distribuzione limitata a partire dal successivo 28 giugno. In Italia arriva direct to video dal 3 luglio 2014.
Il primo trailer internazionale è stato distribuito online il 2 febbraio 2013.

## Accoglienza

### Incassi
A fronte di un budget di 8 milioni di dollari, il film ne ha incassati soltanto 828.284.

### Accoglienza
Secondo l'aggregatore di recensioni Rotten Tomatoes il film ha ottenuto il 66% degli apprezzamenti e un voto di 6,4 su 10 sulla base di 119 recensioni. Su Metacritic ha ottenuto invece un voto di 66 su 100 sulla base di 22 recensioni.